# Халилов, Ислам Бахтиёрович
Исла́м Бахтиёрович Хали́лов (род. 3 декабря 2008, Московская область) — московский школьник, получивший известность во время террористического акта в «Крокус Сити Холле» 22 марта 2024 года, когда вывел из захваченного террористами здания более 100 человек.

## Биография
Родился в Московской области. Отец — узбек, мама — из Кыргызстана.
Ислам — старший из трёх детей в семье Халиловых, которая некоторое время жила в Московской области и Липецке, а затем переехала в Москву.
С раннего детства Ислам Халилов занимался спортом, в частности киокушинкай-каратэ и футболом.
Является верующим мусульманином, прихожанином Московской соборной мечети.
Ввиду трудного материального положения семьи Ислам был вынужден подрабатывать в свободное от учёбы и тренировок время. В «Крокус Сити Холле» он работал гардеробщиком.

## Во время теракта
22 марта 2024 года Ислам Халилов находился на рабочем месте в цокольном этаже «Крокус Сити Холла». По его словам, в 20:00, одновременно с заявленным временем начала концерта группы «Пикник», началась террористическая атака.
Поначалу Ислам, услышав шум этажом выше, не придал этому особого значения, подумав, что это может быть связано с дебоширами или поломкой эскалатора. Лишь когда Ислам увидел людей, в панике сбегавших с эскалатора и лестницы, он осознал, что происходит.
Незадолго до теракта Ислам Халилов прошёл на рабочем месте инструктаж по действиям в случае террористической атаки, включающим и эвакуацию людей. Ислам был одет в корпоративную униформу, так что убегавшие из зала люди распознали в нём сотрудника «Крокус Сити Холла» и выполняли его указания. Согласно инструкции Ислам Халилов эвакуировал людей в направлении соседнего здания — выставочного центра «Крокус Экспо». В этом Исламу помогали ещё трое гардеробщиков.

## Реакция и последующие события
Поступок Ислама быстро стал широко известен, вызвал восхищение знаменитостей и государственных чиновников и был отмечен наградами.
- Уполномоченная по правам ребёнка при президенте Российской Федерации Мария Львова-Белова наградила Ислама благодарственным письмом[5].

- Рэпер Моргенштерн отправил Исламу Халилову 1 миллион рублей[6].

- 29 марта 2024 года Ислам был награждён медалью мусульман России «За заслуги»[3].

- 2 мая 2024 года Ислам Халилов и ещё двое сотрудников «Крокус Сити Холла» были награждены медалями «За спасение погибавших»[7].